# Matias Aguayo
Matias Aguayo (* 1973 in Santiago de Chile) ist ein deutsch-chilenischer Techno-Produzent und Liveact.
Aufgewachsen in Gummersbach veröffentlicht er 1998 zusammen mit Michael Mayer unter dem Projektnamen Zimt die Maxi U.O.A.A. Shake It! auf dem Label Ladomat 2000. Wenig später gründet er mit Dirk Leyers das Projekt Closer Musik und veröffentlicht bei dem neugegründeten Label Kompakt. 2004 trennten sie sich und Aguayo startet mit dem Album Are You Really Lost eine Solokarriere. Ein wichtiges Element seiner Musik ist die menschliche Stimme, die Aguayo selbst als Vokalist beisteuert.
Ab 2006 war Aguayo einer von vier Veranstaltern der Bumbumbox-Partys, die unangemeldet im öffentlichen Raum diverser Großstädte Südamerikas stattfanden. Die Musik wurde dabei mittels Radiorekorder in den öffentlichen Platz gespielt. Dieselben Macher gründeten  daraufhin das Technolabel Cómeme, dessen Schwerpunkt die Stücke südamerikanischer Produzenten bildet.

## Alben
- Are You Really Lost (Kompakt, 2005)
- Ay Ay Ay (Kompakt, 2009)
- I Don't Smoke (Kompakt, 2011)
- The Visitor (Cómeme, 2013)
- Support Alien Invasion (Cómeme, Crammed Discs, 2019)